# Jean Noté
 (janvier 2012).
Si vous disposez d'ouvrages ou d'articles de référence ou si vous connaissez des sites web de qualité traitant du thème abordé ici, merci de compléter l'article en donnant les références utiles à sa vérifiabilité et en les liant à la section « Notes et références ».
Jean-Baptiste Noté, plus connu sous le nom de Jean Noté, est un baryton belge, né le 6 mai 1858 à Tournai et mort le 1er avril 1922 à Bruxelles.

## Biographie
Enfant de mère célibataire, Jean Noté fréquente peu l'école, qu'il quitte à ses dix ans pour entrer dans un atelier de bonneterie comme garçon de peine. Il y devient très vite un des meilleurs ouvriers de la bonneterie Wattiez. À 14 ans, il est tambour de la garde civique. Pour se délasser, il participe aux sorties carnavalesques de la société populaire de la rue As-Pois, « les Porporas », fréquente le théâtre de la rue Perdue et chante le dimanche soir au café du Porcelet à la Grand'Place de Tournai. Il s'engage par la suite aux Chemins de fer comme accrocheur de wagons à la suite du déclin de la bonneterie. Le soir, il fréquente l'Académie de musique pour y suivre le cours de solfège du professeur François Lourdeau.

« Au bal tricolore, Jean Noté chante la Marseillaise » : caricature de Charles Gir.

Il est incorporé pour six ans, à la suite de la conscription et du tirage au sort, au 2e régiment d'artillerie à Malines. Il s'inscrit à l'école des sous-officiers et gagne les galons de maréchal des logis. En avril 1880, à la suite d'une rentrée plus que tardive à la caserne, il déserte à Lille préférant la fuite à la punition. Il songe d'abord à s'engager dans la Légion étrangère, mais se fait admettre comme homme de peine aux Tramways et ensuite à l'établissement du gaz. Il repasse la frontière belge le 10 août 1880 après avoir suivi les conseils de sa famille et de ses amis. Il est condamné à 28 jours de prison militaire, cassé de son grade et transféré au 1er régiment d'artillerie à Gand par le Conseil de guerre d'Anvers.
C'est en chantant aux concerts qu'organisent entre eux ses camarades de régiment que Jean Noté se fait remarquer par un officier, pour la puissance et la beauté de sa voix. Il s'inscrit au Conservatoire royal de musique de Gand, avec la permission de son chef de Corps. En 1884, Noté en sort avec les premiers prix de chant et déclamation lyrique. En 1885, il débute à l'Opéra de Lille dans Lucia di Lammermoor et Hérodiade. Il est engagé comme baryton de grand opéra au Théâtre royal d'Anvers où, de 1887 à 1889, il brille dans toutes les œuvres du répertoire. Ce n'est qu'en devenant pensionnaire de l'Opéra de Lyon qu'il a l'occasion de créer des rôles, dans Esclarmonde, Lohengrin et Tannhäuser, qu'on joue pour la première fois en France. Il attire l'attention des directeurs de l'Académie nationale de musique de Paris après un énorme succès à Marseille dans ses deux rôles favoris de Guillaume Tell et de L'Africaine. Sa création du rôle d'Hamilcar dans Salammbô décide de son engagement à l'Opéra de Paris, où il débute dans Rigoletto le 6 mai 1893. Dès lors, le nom du puissant baryton ne cesse de figurer au programme du répertoire de l'Opéra. Il chante le rôle d'Alberich dans la première française de Siegfried de Richard Wagner à l'Opéra de Paris, le 3 janvier 1902.
Il est inhumé au cimetière du Sud de Tournai.
Une rose Jean Noté, lui est dédiée par le rosiériste Joseph Pernet-Ducher.

## Distinctions
- Officier de l'ordre de Léopold
- Officier de l'ordre de Léopold II
- Officier de la Légion d'honneur

• Médaille de la Mutualité (pour acte de bravoure)

## Chants interprétés
- Alléluia d'amour
- Ce n'est qu'un drapeau
- L'Angélus de la mer
- La Brabançonne
- La Chanson des peupliers
- La Voix des chênes
- Le Clairon
- Le Cor
- Le Crédo du paysan
- Le Noël des gueux (en 1904)
- Le Violon brisé (en 1904)
- Les Sapins
- Minuit, chrétiens (musique d'Adolphe Adam)
- Stances à la charité
- Vers l'avenir
- Le Rhin allemand

## Hommages
Plusieurs hommages honorent la mémoire de Jean Noté :
À Tournai :
- Une plaque est apposée sur sa maison natale, rue As-Pois.
- Une rue, une école fondamentale et la grande salle de la Maison de la Culture portent son nom.
- Un monument commémoratif est érigé sur l'un des boulevards.

À Anderlecht :
- Une rue porte son nom.